# Jaroslav Stejskal
Jaroslav Stejskal (15. prosince 1878 Počepice – 24. dubna 1945 Brno), jenž používal též jména Jaroslav V. Stejskal nebo J. V. Stejskal, byl československý politik a meziválečný poslanec Národního shromáždění za Socialistickou stranu československého lidu pracujícího, pak za Československou národní demokracii.

## Biografie
Působil jako novinář, dramatik a entomolog. Před první světovou válkou byl předsedou brněnské organizace Volné myšlenky a v roce 1911 byl též předsedou Dělnické Akademie v Brně. Podle údajů k roku 1920 byl profesí redaktorem v Husovicích u Brna.
Politicky aktivní byl již za Rakouska-Uherska. Ve volbách do Říšské rady roku 1911 se stal za české sociální demokraty poslancem Říšské rady (celostátní parlament), kam byl zvolen za český okrsek Morava 07. Usedl do poslanecké frakce Klub českých sociálních demokratů. Ve vídeňském parlamentu setrval do zániku monarchie.
V parlamentních volbách v roce 1920 získal poslanecké křeslo v československém Národním shromáždění, nyní za novou politickou formaci Socialistická strana československého lidu pracujícího, kterou založili František Modráček a Josef Hudec. V roce 1921 se ale Socialistická strana československého lidu pracujícího začala rozkládat vlivem sporů mezi Modráčkem a Hudcem, Modráček roku 1923 opustil poslanecký klub své strany a stal se hospitantem v poslaneckém klubu Československé sociálně demokratické strany dělnické, zatímco Josef Hudec přešel do klubu ideologicky opačně orientované Československé národní demokracie. Stejskal následoval Hudce a stal se v prosinci 1923 hospitantem v poslaneckém klubu národních demokratů.
Padl v dubnu 1945 během bojů v Brně.